# Pardosa glacialis
Pardosa glacialis este o specie de păianjeni din genul Pardosa, familia Lycosidae. A fost descrisă pentru prima dată de Tord Tamerlan Teodor Thorell în anul 1872. Conform Catalogue of Life specia Pardosa glacialis nu are subspecii cunoscute.